# Станьо Стаматов
Станьо Петров Стаматов е български художник живописец, работил предимно в областта на фигуралната композиция и пейзажа. Рисува битови сцени от селския живот, картини с военна тематика, градски и природни пейзажи, портрети. Неговите акварели, както и маслените му платна, имат висока художествена и историческа стойност.

## Биография
Станю Петров Стаматов е роден в село Шипка, Казанлъшко, в семейството на учители, македонски българи. По-малък брат е на художника Дечко Стаматов.
През 1911 година завършва Рисувалното училище в София в класа на Иван Мърквичка. Учи и специализира живописно изкуство най-напред в Германия (1925 – 1927), а след това във Франция.
Участва в Балканската и Първата световна война като военен художник.
Работи като учител по рисуване в Казанлък.

## Творчество
Станьо Стаматов е оставил богато и многобройно художествено наследство. Той е много продуктивен художник. Участва редовно в Общите художествени изложби през 30-те и до средата на 40-те години. Има над 40 самостоятелни изложби. Негови творби се намират в Националната художествена галерия в София, Софийската градска художествена галерия, художествените галерии в Стара Загора, Казанлък и други.